# Натурщик (Шевченко)
Нату́рщик — картина роботи Тараса Шевченка виконаний ним у Санкт-Петербурзі. Картон, олія. Розмір 57 × 70,5. Зліва внизу червоною фарбою підпис автора: Шевченко.
За даними Центрального державного історичного архіву Санкт-Петербурга, Т. Г. Шевченко працював у живописному натурному класі Академії мистецтв з квітня 1840 року по січень 1842 року.
В. Щурат ототожнює цей малюнок з експонованою 1841 році на річній виставці в Академії мистецтв роботою Шевченка «Гермафродит».
Зберігається в Національному музеї Тараса Шевченка. Попередні місця збереження: Петербурзька Академія мистецтв, Всеросійська Академія мистецтв.